# Nelly Furtado
Pour les articles homonymes, voir Furtado.
Nelly Furtado (née le 2 décembre 1978 à Victoria, en Colombie-Britannique, au Canada), est une auteure-compositrice-interprète, musicienne et actrice canado-portugaise. Furtado se fait d'abord connaître avec son premier album studio inspiré du trip hop, Whoa, Nelly! (2000), qui remporte un succès critique et commercial, et donne naissance à deux singles classés dans le top 10 du Billboard Hot 100, I'm Like a Bird et Turn Off the Light. Le premier lui vaut un Grammy Award dans la catégorie « meilleure performance vocale pop féminine ». Le deuxième album studio de Furtado, Folklore, sorti en 2003, est un album introspectif aux accents folk qui explore ses racines portugaises. Ses singles connaissent un succès modéré en Europe, mais les résultats décevants de l'album par rapport à son premier opus sont considérés comme un deuxième échec.
Elle remporte de nombreux prix tout au long de sa carrière, dont un Grammy Award sur sept nominations, un Latin Grammy Award, dix prix Juno, un BRIT Award, un Billboard Music Award, un MTV Europe Music Award, un World Music Award et trois Much Music Video Awards. Furtado possède sa propre étoile sur l'Allée des célébrités canadiennes et est nommée de l'Ordre de l'Infant Dom Henri le 28 février 2014 par Aníbal Cavaco Silva, alors président du Portugal,.

## Biographie

### Enfance et adolescence
Nelly Kim Furtado naît le 2 décembre 1978 à Victoria, dans la province de la Colombie-Britannique au Canada. Ses parents la prénomment Nelly Kim en référence à la championne de gymnastique russe Nellie Kim qui gagne 5 médailles d'or (3 en 1976 et 2 en 1980) et aussi 1 en argent (en 1976) aux Jeux olympiques.
Elle apprend à jouer du trombone, de la guitare et du ukulélé à l'âge de 9 ans et du synthétiseur à 11 ans. Passionnée de musique dès son plus jeune âge, elle sait dès l'âge de 4 ans qu'elle veut devenir chanteuse. Nelly chantait avec sa mère dans une chorale, surtout lors de la fête nationale du Portugal.

### Débuts (1996–1999)
Lors d'une visite à Toronto, durant l’été, elle rencontre Tallis Newkirk, membre du groupe de hip-hop Plains of Fascination et contribua à leur album Join the Ranks (1996) sur le titre Waitin' 4 The Streets. Après l'achèvement d'études au Mount Douglas Secondary School en 1996, elle part pour Toronto où elle forma finalement avec Newkirk le duo/groupe Nelstar, en 1997. L'expérience la ramena à ses influences et lui permet d'être plus à l'aise avec l'écriture de ses propres mélodies et rimes. Bien que, Like, une des chansons de Nelstar, ait reçu une subvention de VideoFACT pour la production d'un clip, Nelly estima que le duo ne représentait pas sa personnalité et ne lui permettait pas de montrer ses compétences vocales. Elle quitta donc le groupe et avait dans l'idée de rentrer à Victoria.
Avant de partir, elle décide de participer au Honey Jam, un concours assez célèbre à l'époque qui se déroule au nightclub Lee's Palace. Impressionné par sa prestation, le chanteur Gerald Eaton (alias Jarvis Church) du groupe The Philosopher Kings lui propose une collaboration qui aboutira sur une démo avec la participation de Brian West, un autre membre de The Philosopher Kings. Cependant, elle décida de parcourir l'Europe et voulait aller à l'université pour suivre des cours d'écriture. Finalement, elle revint travailler avec eux et signa un contrat en 1999 avec DreamWorks Records.

### Whoa, Nelly!etFolklore(2000–2005)
Nelly Furtado continue à collaborer avec Eaton et West, qui lui produisent son 1er album : Whoa, Nelly!. Sorti en octobre 2000, le succès de cet album est venu grâce aux singles I'm Like a Bird (un des hits de l'année 2001), Turn Off the Light, et …On The Radio (Remember the Days). Ces singles propulsent la chanteuse canadienne au rang de star. L'album est nommé 4 fois aux Grammy Awards en 2002. Mais elle ne reçoit que le prix de meilleure performance vocale pop féminine pour I'm Like a Bird, son premier single. En outre, Nelly reçoit une bonne critique pour son mélange innovateur de genres divers et de sons différents comme la pop, la musique folk, le trip hop, les ballades, le rock et le R&B.
L'album se vend à 8 millions d'exemplaires, dont 58 000 exemplaires en France. Elle fait ensuite une tournée, Burn in the Spotlight et participe également à celle de Moby, Area:One.
Le second opus, Folklore, sort en novembre 2003. Le titre provient de l'immigration de ses parents au Canada. Elle dit : « Quand je regarde mes vieux albums photos, je vois les images de leur maison toute neuve, leur nouvelle voiture, leurs premières expériences allant aux endroits typiquement américains comme Kmart (grande surface). Quand vous l'avez dans votre sang, vous n'en faites jamais vraiment partie- cela devient votre folklore personnel propre[réf. nécessaire]. » L'album est assez similaire au premier avec des sons plus pop, rock et folk. Comme elle se concentre plus sur l'écriture, la BBC estime qu'il avait deux fois plus d'originalité que dans son premier opus. Nelly Furtado attribue la maturité de l'album au fait qu'elle était enceinte pendant la plus grande partie de son enregistrement.
Son titre Força, présent sur l'album Folklore, est utilisé pour le Championnat d'Europe de football en 2004 qui se déroule au Portugal. Elle le chante lors de la finale. Cependant, DreamWorks Records est vendu à Universal Music lors de la sortie de l'album et c'est pourquoi il n'y a pas eu beaucoup de promo. En 2005, elle passe sous le label Geffen Records, car DreamWorks Records ferme définitivement.

### Loose(2006–2008)

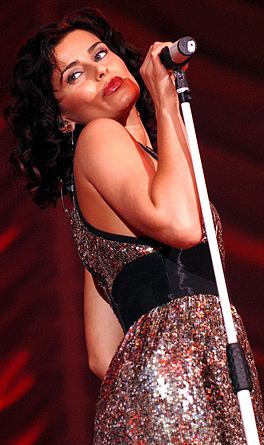
Furtado au Manchester Arena en février 2007.

L'album Loose sort le 12 juin 2006 (sortie mondiale) et le 20 juin 2006 (sortie en Amérique du Nord) est produit par Timbaland. Cet album est très différent des deux premiers avec des sons toujours pop mais aussi du RnB, du hip-hop, du türkü pour la mélodie de la chanson Wait for You, de la dance et quelques influences pop rock et grâce à cet album elle réussit à être dans le top 20 des meilleures chanteuses de pop des années 2000.
Des versions différentes existent selon les pays, Maneater est le premier single pour l'Europe et Promiscuous (feat. Timbaland) en Amérique. Chris Martin, le leader du groupe Coldplay, devait figurer sur la chanson All Good Things (Come to an End), mais cela ne se fait pas, ce que le chanteur regrette. Elle collabore aussi avec Juanes sur la chanson Te busque dont il existe aussi une version en espagnol. Elle avait déjà fait un duo avec lui sur le morceau Fotografía de l'album Un día normal du chanteur colombien.
Loose est l'album le plus couronné de succès de la carrière de Nelly, numéro 1 dans plusieurs pays incluant les États-Unis et le Canada. Les singles Promiscuous et Maneater, sont aussi no 1 aux États-Unis, au Canada et au Royaume-Uni. Les singles All Good Things (Come to an End) et Say It Right rencontrent également un énorme succès. Le duo avec Juanes Te busque sort en single en Amérique du Sud. Nelly gagne le prix de la révélation internationale aux NRJ Music Awards, à Cannes le 20 janvier 2007 où elle était présente pour une performance live de Promiscuous.
Il existe actuellement[Quand ?] en France trois versions de l'album Loose. Le dernier comprend 9 titres supplémentaires, dont une reprise du titre Crazy de Gnarls Barkley. In God's Hands est le dernier single de l'album aux États-Unis et au Royaume-Uni. Les autres pays d'Europe et le reste du monde ont le single Do It.
Loose est certifié disque de platine en France depuis le 4 août 2007 après avoir vendu 350 000 exemplaires de l'album. Dans un même temps, elle est invitée sur le titre Daydream Believer de l'opus Duets : Friends and Legends d'Anne Murray.
En février 2007, elle apparaît dans l'épisode Voleuse de luxe, épisode 15, 3e saison de la série Les Experts : Manhattan, où elle joue le rôle d'une ex-dentiste devenue voleuse experte en déguisements pour échapper à un mari qui la battait. En mars 2007, sort le single Give it to me extrait de l'album Shock Value de Timbaland, Nelly apparait auprès de Justin Timberlake et de Timbaland.

### Mi planetThe Best of Nelly Furtado(2009–2011)
Le quatrième album, Mi plan, qui est le premier album de Nelly Furtado entièrement en espagnol, sort dans les bacs Français le 5 octobre 2009 avec comme premier single le titre Manos al aire. Cet opus contient plusieurs duos, notamment un avec Josh Groban sur le titre Silencio. Nelly Furtado avait dévoilé le titre du deuxième single : c'est Màs et le troisième est Bajo otra luz dont le clip est dévoilé le 1er juin. Fuerte est le dernier single de Mi plan, le clip. Le 26 octobre sort Mi plan Remixes, avec plusieurs remixes de ses singles dont la version anglaise de Fuerte. En novembre 2009, Nelly figure sur la chanson Morning After Dark extrait de l'album Shock Value II de Timbaland, Nelly apparait auprès de SoShy et de Timbaland.
Nelly Furtado fête ses 10 ans de carrière en novembre 2010. Elle sort un best of qui réunit ses plus grands succès, entre autres Say It Right, Maneater, I'm Like a Bird, Promiscuous, Powerless et 3 chansons exclusives, Night Is Young et Girlfriend In the City (qui sont produites par Salaam Remi) et Stars (chanson produite par Lester Mendez). Pour faire la promotion, Night Is Young est choisi comme single ; il passe à la radio le 3 octobre puis le 12 octobre sur iTunes Store. La première du clip vidéo était le 1er novembre sur YouTube.
En octobre 2010, Nelly Furtado est intronisée au Canada's Walk of Fame.

### The Spirit Indestructible(2012–2015)

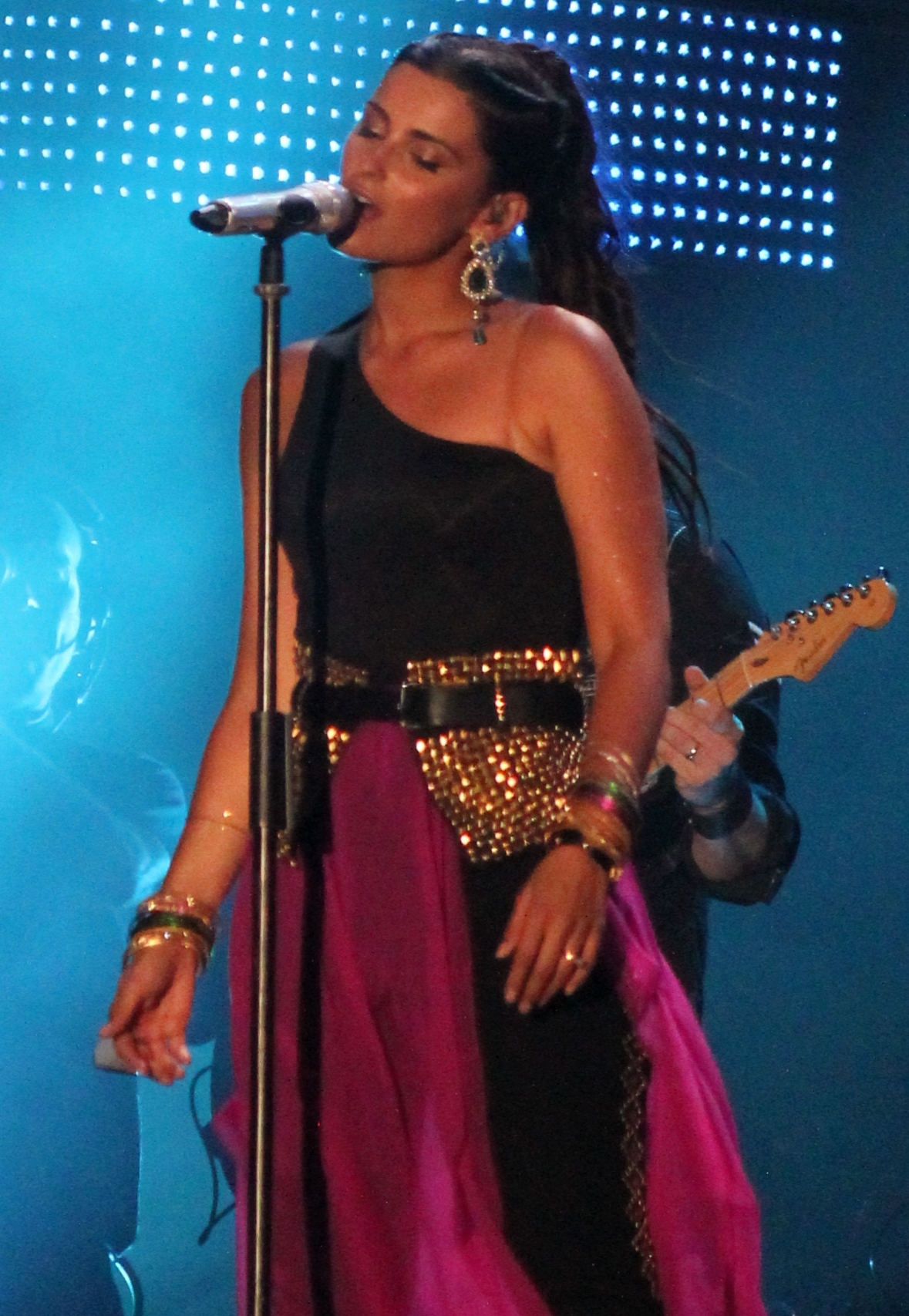
Furtado pendant l'Isle of MTV à Malte, en juin 2012.

Dans une vidéo, Nelly déclare lors de la sortie de Mi plan : « Nous préparons aussi un album en anglais », « Timbaland et moi sommes en studio depuis trois mois nous avons écrit 20 chansons en deux jours », « J'ai été vraiment inspirée »[réf. nécessaire]. Le 15 décembre 2009, Nelly annonce sur sa page Twitter que son nouvel album anglophone verrait le jour le 25 mai 2010. Le 8 février, 2010 elle y a également affirmé que son album s'appellerait Lifestyle. Cependant, elle annonce plus tard que sa sortie est reportée à une date ultérieure, Nelly étant sortie pleine d'inspiration de son Mi Plan Tour. Nelly déclare par la suite que le nom de son album se nommera en fait The Spirit Indestructible. Elle ajoute que cet opus contiendrait quelques influences Funk et qu'il serait réalisé en collaboration avec le scénariste et producteur Ryan Tedder ainsi qu'avec le producteur Rodney Jerkins.
Le 24 avril 2012, le rappeur canadien Saukrates sort l'opus prénommé Season One, qui contient le titre On the Run en duo avec K-Os et Nelly Furtado. Sur ce nouvel album, on retrouve à la production Salaam Remi, avec qui elle avait travaillé sur Mi plan, mais aussi Lester Mendez avec qui elle avait travaillé sur Loose. T.S.I est dans la même veine que Whoa, Nelly!. D'après Furtado, T.S.I. signifie The Spirit Indestructible. L'album sort le 14 septembre 2012. Il contient quatre singles : Big Hoops (The Bigger The Better) sort le 17 avril 2012, Spirit Indestructible sort le 31 juillet 2012, Parking Lot sort le 18 septembre 2012 et Waiting for the Night, sort le 14 décembre 2012, tous produits par Rodney Jerkins.
Le 2 octobre 2012, Tommy Torres sort l'opus prénommé 12 historias, qui contient le titre Sin ti en duo avec Nelly Furtado.
Le 31 juillet 2013, Le film Les Schtroumpfs 2 sort au cinéma. Dans la bande originale, il est inclus le titre High Life de Nelly Furtado en featuring Ace Primo, issu de son opus The Spirit Indestructible. Le 30 septembre 2013, le rappeur Nelly sort l'opus prénommé M.O., qui contient le titre Headphones en duo avec Nelly Furtado. Le 11 novembre 2013, Lucho Gatica sort l'opus Historia De Un Amor, qui contient le titre Bésame Mucho  en duo avec Nelly Furtado.

### The Rideet autres activités (depuis 2016)

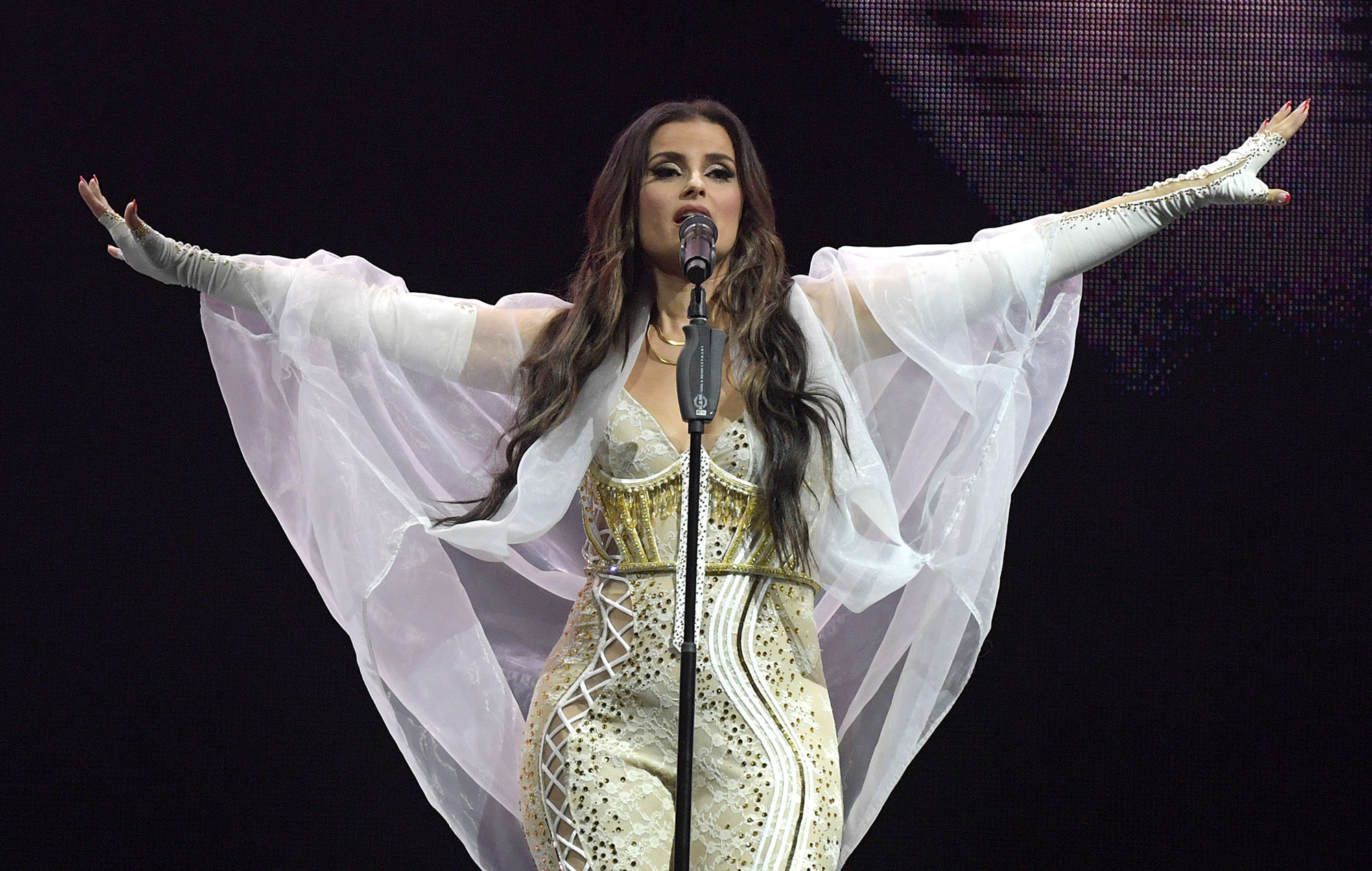
Nelly Furtado pendant le Beyond the Valley, le 31 décembre 2022.

Nelly Furtado annonce son retour fin 2016 avec l'arrivée d'un nouveau single et d'un nouvel album pour l'année 2017. En janvier 2017, elle sort le single Pipe Dreams, premier extrait de l'album The Ride, sorti en mars 2017.
Nelly Furtado évoque son retour, après une collaboration avec le DJ Dom Dolla naît le titre Eat Your Man, clin d'œil à son titre Maneater sorti en 2006, et I'm Like a Bird sorti en 2000. Le 1er septembre sortira une collaboration exclusive avec Timbaland et Justin Timberlake intitulé Keep Going Up.
En octobre 2020, Nelly Furtado célèbre le 20e anniversaire de son premier album studio, Whoa, Nelly!, en sortant une édition augmentée de 22 titres sur les plateformes numériques et de streaming.
En mai 2021, Furtado collabore avec le duo allemand Quarterhead sur un remix de sa chanson All Good Things (Come to an End). En juin 2021, Furtado célèbre le 15e anniversaire de son troisième album studio Loose en sortant une édition augmentée de 32 titres sur les plateformes numériques et de streaming.
En mars 2024, dans une interview accordée au magazine Euphoria, Furtado révèle que son septième album était en préparation. Le 22 mai 2024, elle sort le single Love Bites, en featuring avec la chanteuse suédoise Tove Lo et le DJ britannique SG Lewis. Le 12 juillet 2024, Furtado sort Corazón en single, plus d'un an après l'avoir chanté pour la première fois à Monterrey, au Mexique. La chanson met en vedette le groupe colombien Bomba Estéreo. Au cours de l'été 2024, elle se produit dans de nombreux festivals de musique, notamment Mighty Hoopla et Isle of MTV,. Le septième album studio de Furtado, 7, sort le 20 septembre 2024. Le jour de Noël 2024, le 25 décembre, Furtado sort une version remixée de Showstopper comme prochain single de l'album ; cette version mettait en vedette le rappeur britannique AJ Tracey.

## Vie personnelle
Le 20 septembre 2003, à l'âge de 24 ans, elle donne naissance à une fille prénommée Nevis Chetan Gahunia, dont le père est son petit ami de l'époque, Jasper Gahunia (né le 1er avril 1979) - qu'elle fréquente depuis 2001 et qui s'avère être un ami de longue date. Le couple se sépare à l'amiable en 2005, au bout de quatre ans de vie commune, et s'accorde sur une garde partagée concernant leur fille’. 
En 2006, elle devient la compagne d'un ingénieur du son américain d'origine cubaine avec lequel elle a travaillé sur son album, Loose, Demacio Castellon (né le 25 octobre 1978). Ils se fiancent en juillet 2007, puis se marient le 19 juillet 2008. Le couple divorce dans l'été 2016, après plus de dix ans de vie commune, dont huit années de mariage’’. En juin 2006, elle déclare être attirée par les femmes, même si elle n'a jamais eu de relation avec une personne de son sexe, une annonce considérée comme l'affirmation de sa bisexualité. Elle a de plus déclaré qu'elle était persuadée que toute personne est bisexuelle, car « en tant qu'être humain, nous avons tous des énergies masculine et féminine. » En novembre 2006, elle refuse la somme de 500 000 $ proposée par Playboy pour poser nue dans le magazine.
Depuis 2017, elle est en couple avec le rappeur américain, Hodgy Beats avec qui elle a 2 enfants. Le couple se sépare au début de l'année 2023’. 

## Influences
Durant son adolescence, Nelly Furtado est passée par plusieurs courants musicaux, elle écoutait principalement du RnB, du hip-hop, du hip-hop alternatif, du drum and bass, trip hop, de la world music (cela inclut de la musique portugaise fado, de la musique brésilienne comme la bossa nova et de la musique indienne) et d'autres styles musicaux. Ses influences comprennent : Jeff Buckley, Janet Jackson, Oasis, Caetano Veloso, Esthero, Amália Rodrigues, Nusrat Fateh Ali Khan, Cornershop, TLC, Mary J. Blige, Mariah Carey, Digable Planets, De La Soul, Radiohead, Madonna, The Smashing Pumpkins, The Verve, U2, Enya, Beck, etc,.
La musique de Nelly Furtado est aussi influencée par son lieu de résidence, Toronto, qui est pour elle « la ville la plus multiculturelle du monde entier » et le lieu où elle « peut avoir accès à toutes les cultures ». Nelly Furtado n'a pas attendu l'apparition d'Internet pour comprendre le monde de la musique, elle commence à écouter de la musique à l'âge de 5 ans et continue encore à découvrir de nouveaux genres. 

« J'ai toujours su qu'il y avait de nouveaux genres musicaux à découvrir. Pour moi, c'est comme une métaphore de la vie. Je pense que si vous pouvez aller vers n'importe quel style de musique, vous pouvez aller vers n'importe quel style de personne. Cela est amusant pour moi, car je procure à mes fans différentes sensations et ils me le rendent à leur tour en ouvrant leur esprit. J'ai l'esprit ouvert. »

## Discographie

### Albums studio
- 2000 : Whoa, Nelly!
- 2003 : Folklore
- 2006 : Loose
- 2009 : Mi Plan
- 2012 : The Spirit Indestructible
- 2017 : The Ride
- 2024 : 7

### Bandes-son
| Année | Titre                                                       | Film                         |
| ----- | ----------------------------------------------------------- | ---------------------------- |
| 2001  | Get Ur Freak On (Remix) (Missy Elliott feat. Nelly Furtado) | Lara Croft : Tomb Raider     |
| 2009  | Jump (Flo Rida feat. Nelly Furtado)                         | Mission-G                    |
| 2010  | Time Stand Still                                            | Score : A Hockey Musical     |
| 2011  | Crocodile Rock                                              | Gnoméo et Juliette           |
| 2011  | The Seeker                                                  | Dolly Parton, Ma mère et moi |
| 2013  | High Life (feat. Ace Primo)                                 | Les Schtroumpfs 2            |

## Tournées
- 2001-2002 : Burn In The Spotlight Tour
- 2004 : Come As You Are Tour
- 2006-2007 : Get Loose Tour
- 2008 : Get Loose Open Air
- 2010 : Mi plan Tour
- 2013 : The Spirit Indestructible Tour

## Filmographie
| Année | Titre                                     | Rôle           | Genre            | Notes                                                 |
| ----- | ----------------------------------------- | -------------- | ---------------- | ----------------------------------------------------- |
| 2001  | Roswell                                   | Elle-même      | Série américaine | Chantant I'm like a Bird                              |
| 2006  | Floribella                                | Elle-même      | Série portugaise | Chantant Maneater                                     |
| 2007  | One Life to Live                          | Elle-même      | Série américaine | Chantant Say It Right et Promiscuous                  |
| 2007  | Les Experts : Manhattan (CSI: NY)         | Ava Brandt     | Série américaine | voleuse d'articles de luxe accusée de meurtre         |
| 2007  | Punk'd : Stars piégées                    | Elle-même      | Caméra cachée    | Victime d'une fausse bombe                            |
| 2008  | Max Payne                                 | Christa Balder | Film             | Femme de l'ami de Max Payne                           |
| 2010  | Score : A Hockey Musical                  | -              | Film             | Fan de Hockey                                         |
| 2012  | 90210 Beverly Hills : Nouvelle Génération | Elle-même      | Série américaine | Interprète le titre Parking Lot (saison 5, épisode 5) |
| 2015  | Amour à New York                          | Nelia          | Film canadien    | Titre original : A Date with Miss Fortune             |